# Thập niên 2040
Thập niên 2040 hay thập kỷ 2040 chỉ đến những năm từ 2040 đến 2049, kể cả hai năm đó. Không chính thức, nó cũng có thể bao gồm vài năm vào cuối thập niên 2030 hay vào đầu thập niên 2050. Đây là thập kỷ thứ năm của thế kỷ 21.